# شو یاناگیساوا
شو یاناگیساوا (انگلیسی: Show Yanagisawa؛ زادهٔ ۱۰ اوت ۱۹۸۲) نقاش، و کارگردان فیلم اهل ژاپن است.